# فرانك ألبرت بيكار
فرانك ألبرت بيكار (بالإنجليزية: Frank Albert Picard)‏ هو محامي وقاضي أمريكي، ولد في 19 أكتوبر 1889 في ساغيناو في الولايات المتحدة، وتوفي في 28 فبراير 1963.